# توماس ستيفنز (صحفي)
توماس ستيفنز (بالإنجليزية: Thomas Stevens )‏ (و. 1854 – 1935 م) هو صحفي، وراكب دراجة هوائية من المملكة المتحدة، والولايات المتحدة، توفي في لندن، عن عمر يناهز 81 عاماً، بسبب سرطان المثانة.